# Barbara Popović
Barbara Popović (en macedonio: Барбара Поповиќ, [ˈbarbɐrɐ ˈpɔpovic]; Skopie, 16 de agosto de 2000) es una cantante de Macedonia del Norte que nació en el año 2000.
Desde temprana edad, ha participado en numerosas competiciones y conciertos de piano en Macedonia del Norte. Con 6 años cantó en el festival infantil Super Zvezda con su primera canción "Bongiorno" compuesta por la cantante eurovisiva Kaliopi. También forma parte del coro infantil Piccolo de la Escuela de Música Ilija Nikolovsi- Luj en Skopje.
En el año 2013 representó a su país en el Festival de la Canción de Eurovisión Junior 2013 con la canción Ohrid i muzika (Ohrid y música en español). Quedó en el puesto 12 con 19 puntos en total.

## Discografía

### Singles
| Año  | Título           | Traducción al español |
| ---- | ---------------- | --------------------- |
| 2006 | "Bongiorno"      | Buenos días           |
| 2013 | "Ohrid i muzika" | Ohrid y música        |